# Rudolf Genschel
Rudolf Genschel (* 30. März 1891 in Kassel; † 5. August 1972 in Hannover) war ein deutscher Biologe.

## Leben
Nach dem Abitur studierte Genschel Biologie in Göttingen und in Marburg und bestand mit 23 Jahren sein Staatsexamen für das Höhere Lehramt. Im Ersten Weltkrieg erlitt er eine schwere Hüftverletzung und war zeitlebens behindert. Nach Kriegsende war er als Lehrer tätig. Er schloss sich der pädagogischen Reformbewegung von Hermann Lietz an und arbeitete an dessen Internatsschule in Tübingen. Nach seiner Heirat wechselte er als Studienrat nach Berlin-Köpenick. Dort engagierte er sich bei den Sozialdemokraten, unterstützte die Pazifisten, Naturschutzbewegung und die Blaukreuzler.
Nach Ausbruch des Zweiten Weltkrieges wurde er zum Wetterdienst eingezogen und überstand so die Zeit des Nationalsozialismus.
Nach dem Kriege wurde Genschel 1946 Professor für Didaktik der Biologie an der Abteilung Hannover der Pädagogischen Hochschule Niedersachsen (heute Fachbereich Erziehungswissenschaften II an der Universität Hannover).

## Freigeistige Aktion
Am 11. November 1946 erfolgte in München die Neugründung des Deutschen Monistenbundes unter dem Namen „Deutscher Monistenbund für wissenschaftliche Weltanschauung und ethische Kultur“. Auf der Bundesversammlung von 1956 einigte man sich auf eine Umbenennung in „Freigeistige Aktion – Deutscher Monisten-Bund“ mit Genschel als 1. Vorsitzenden. Die Verbandszeitschrift war die „Freigeistigen Aktion“, deren Redakteur von 1957 bis 1963 Rudolf Genschel war.

## Veröffentlichungen
- Organisches Denken und Biologie-Unterricht. In: Der Biologe. Band 2, 1932/33, S. 257–261.
- Charles Darwin : Mensch zwischen Glauben u. Wissen, Verlag Wissen und Verantwortung, Göttingen 1959
- Zus. mit Ernst Haenssler Wissenschaft ohne Gewissen? : Eine Auseinandersetzg mit d. neuesten Buche v. Pascual Jordan „Der gescheiterte Aufstand“, Verlag für Geistesfreiheit, Hannover 1957